# Domeinanalyse
Domeinanalyse is een onderdeel van software engineering waarbij de ontwikkelaar van een te maken softwaresysteem zich verdiept in de omgeving waarin het systeem geplaatst zal worden.

## Onderdelen
- Algemene kennis van het domein, zoals belangrijke feiten en regels die vanzelfsprekend zijn binnen het domein;
- Terminologie / jargon binnen het vakgebied;
- Beschrijving van klanten en de gebruikers van het systeem;
- Taakomschrijvingen die met het huidige systeem uitgevoerd worden;
- Concurrerende software in hetzelfde domein;
- Overeenkomsten tussen andere domeinen en organisaties. Zodoende kan de software zodanig aangepast worden dat deze op meerdere plaatsen ingezet kan worden zonder al te grote aanpassingen.

## Voordelen
- Snellere ontwikkeling - De communicatie met de opdrachtgever zal beter verlopen wanneer de ontwikkelaars bekend zijn met de terminologie en regelgeving binnen het domein.
- Beter resulterend systeem - Er worden minder fouten gemaakt, het systeemontwerp wordt gemaakt met in het achterhoofd de subtiliteiten van het vakgebied.
- In kunnen springen op uitbreidingen - Het is beter bekend wat er eventueel in de toekomst verwacht kan worden zodat het systeem bij voorhand al daarop voorbereid kan worden.